# Medeó
|  | Per a altres significats, vegeu «Medeon». |

Medeó (Μεδεών) fou una antiga ciutat de Beòcia que va ser esmentada per Homer al Catàleg de les naus de la Ilíada. Estrabó la descriu com a dependència d'Haliartos i situada prop d'Onquestos. No ha estat identificada i se'n desconeix la seva ubicació.